# حي شرق (كفر الشيخ)
حي شرق، هو إحدى التقسيمات الداخلية لمدينة كفر الشيخ في محافظة كفر الشيخ، جمهورية مصر العربية.